# حزازيات أندريا
حزازيات أندريا أو اللوبيا القرنية اللوبيا القرنية هو طحلب قصير يشكل خصلًا كثيفًا وأحيانًا سائدًا. سيقانه منتصبة طولها حوالي 0.5 بوصة. في بعض الأحيان تصبح السيقان 2.4 إلى 3.1 بوصة في أماكن مظللة. الأوراق قصيرة وشعرية، تنتشر عندما تكون رطبة ؛ وتموت إلى حد ما عندما تجف.